# Masaka
Masaka är en stad i centrala Uganda, och är huvudort för ett distrikt med samma namn. Staden ligger omkring 140 kilometer sydväst om Kampala, vid huvudvägen mot Mbarara, och beräknades ha cirka 114 000 invånare 2019.
Masaka ligger bland gröna kullar, inte långt ifrån Victoriasjön. Staden grundades som en indisk handelsstation omkring sekelskiftet 1900, och var en av de främsta stridsplatserna under kriget mellan Uganda och Tanzania 1979, då tanzaniska trupper den 24 februari 1979 bombade, intog och plundrade orten. På senare år har det byggts en del i staden, men det finns fortfarande kvar utbrända hus sedan kriget.

## Administrativ indelning
Masaka är indelad i tre administrativa divisioner:
- Katwe-Butego
- Kimaanya-Kyabakuza
- Nyendo-Ssenyange